# Rhynchospora oreoboloidea
Rhynchospora oreoboloidea là loài thực vật có hoa trong họ Cói. Loài này được Gómez-Laur. miêu tả khoa học đầu tiên năm 1982.